# Вишневе (Бобровицька міська громада)
Вишне́ве (до 2016 року — Червоноармі́йське) — село в Україні, у Бобровицькій міській громаді Ніжинського району Чернігівської області. До 2020 в складі колишнього Бобровицького району. Населення — 77 осіб на 27 дворів.

## Історія
12 червня 2020 року, відповідно до розпорядження Кабінету Міністрів України № 730-р «Про визначення адміністративних центрів та затвердження територій територіальних громад Чернігівської області», увійшло до складу Бобровицької міської громади.
19 липня 2020 року, в результаті адміністративно-територіальної реформи та ліквідації Бобровицького району, увійшло до складу Ніжинського району Чернігівської області.